# 羅伯·米徹爾
羅伯·米徹爾（Rob Mitchell ，1967年9月9日—）是一位澳洲政治人物，他的黨籍是澳洲工黨。自2010年開始，他是麥克尤恩選區選出的澳大利亞眾議院的議員。他出生在墨爾本。